# The Old Man in the Cave
"The Old Man in the Cave" is een aflevering van de Amerikaanse televisieserie The Twilight Zone. Het scenario werd geschreven door Rod Serling.

## Plot

### Opening
In de opening ziet men een verwoest landschap. Rod Serling vertelt de kijker dat dit is wat de mensheid over zichzelf heeft afgeroepen. Er heeft een nucleaire oorlog plaatsgevonden. De overgebleven mensen zijn als het ware 1000 jaar teruggezet in de tijd, daar medicijnen, wetenschappelijke kennis en moderne hulpmiddelen allemaal verloren zijn gegaan. Het is het jaar 1974, 10 jaar na de oorlog en dit is de Twilight Zone.

### Verhaal
De aflevering speelt zich af in een dorpje. De inwoners van het dorp laten al hun beslissingen over aan “de oude man in de grot”. Wie deze man is weet niemand, maar hij is van alles op de hoogte en geeft altijd goed advies. De dorpelingen vinden een lading voedsel in blik, maar willen eerst de oude man vragen of het wel veilig is dit voedsel te eten. Sommigen willen het er echter wel op wagen nu het voedsel al eten. De leider, Mr. Goldsmith, gaat naar de grot en keert later terug met het bericht dat volgens de oude man het voedsel radioactief is en dus vernietigd moet worden.
Dan arriveert een groep soldaten in het dorp. Zij geloven niet in de oude man in de grot. De soldaten gaan een kijkje nemen en ontdekken dat de oude man een computer is. Boos dat ze zich al die tijd door een machine hebben laten bevelen vernietigen de dorpelingen de computer en doen zich vervolgens te goed aan het ingeblikte voedsel. Maar zoals Mr. Goldsmith al waarschuwde had de computer gelijk. Het voedsel is radioactief en zal spoedig de dood betekenen van een ieder die ervan eet.

### Slot
Rod Serling sluit de aflevering af met een omschrijving van Mr. Goldsmith als ooggetuige van menselijk hebzucht en hoe deze hebzucht de mensheid alleen maar verder in het onheil stort. Dit is geen beeld van wat zal komen, maar van wat mogelijk kan komen, in de Twilight Zone.

## Rolverdeling
- James Coburn: French
- John Anderson: Mr. Goldsmith
- Josie Lloyd: Evie
- John Craven: man
- John Marley: Jason
- Leonard P. Geer: Douglas
- Natalie Masters: vrouw
- Frank Watkins: Harber
- Don Wilbanks: Furman

## Achtergrond

### Thema’s
De aflevering speelt in op de gevolgen van een nucleaire oorlog, en hoe de mens zichzelf maar blijft vernietigen door hebzucht en ongeloof. Een onderliggende boodschap is om niet zomaar het vertrouwen in iets op te geven. De “oude man” bleek weliswaar een computer te zijn, maar zolang de dorpelingen naar hem luisterden konden ze overleven.

### Soortgelijke afleveringen
Verschillende Twilight Zone afleveringen hebben een soortgelijk thema. In "The Howling Man" waarschuwt een oude man een vreemdeling om de gevangene die hij in een kasteelkerker aantreft niet vrij te laten omdat deze man de duivel zou zijn. Een aflevering met een tegenstrijdig thema is "Nick of Time", waarin een koppel zich geheel laat leiden door een machine, maar later beseft dat dit slecht is.